# ساندي فانس
ساندي فانس (بالإنجليزية: Sandy Vance)‏ هو لاعب كرة قاعدة أمريكي، ولد في 5 يناير 1947 في لامار في الولايات المتحدة.

## وصلات خارجية
- ساندي فانس على موقعبيزبول رفرنس.كوم (الدوري الرئيسي) (الإنجليزية)
- ساندي فانس على موقعبيزبول رفرنس.كوم (الدوري الثانوي) (الإنجليزية)